# Comuna de Mały Płock
Mały Płock (polaco: Gmina Mały Płock) é uma gminy (comuna) na Polónia, na voivodia de Podláquia e no condado de Kolneński. A sede do condado é a cidade de Mały Płock.
De acordo com os censos de 2004, a comuna tem 5048 habitantes, com uma densidade 36 hab/km².

## Área
Estende-se por uma área de 140,06 km², incluindo:
- área agricola: 75%
- área florestal: 19%

## Demografia
Dados de 30 de Junho de 2004:
|                      | Total   | Total | Mulheres | Mulheres | Homens  | Homens |
| -------------------- | ------- | ----- | -------- | -------- | ------- | ------ |
|                      | pessoas | %     | pessoas  | %        | pessoas | %      |
| População            | 5048    | 100   | 2528     | 50,1     | 2520    | 49,9   |
| Densidade (pop./km²) | 36      | 100   | 18       | 18       | 18      | 18     |

De acordo com dados de 2002, o rendimento médio per capita ascendia a 1326,69 zł.

## Comunas vizinhas
- Kolno, Łomża, Nowogród, Piątnica, Stawiski, Zbójna